# Fabián Pedacchio Leaniz
Fabián Edgardo Marcelo Pedacchio Leániz (Buenos Aires, 12 aprile 1964) è un presbitero argentino, segretario particolare di papa Francesco dal 2014 al 2019.

## Biografia
Ha studiato economia, pensando di costruirsi una famiglia prima di cambiare idea e studiare in un seminario. È stato ordinato sacerdote il 7 dicembre 1992. È un esperto di diritto canonico. In Argentina, divenne segretario della SADEC, la società argentina per il diritto canonico. Ha anche lavorato presso la corte ecclesiastica argentina.

### In Vaticano
Nel 2007, la Congregazione dei vescovi argentini ha chiesto all'allora cardinale Jorge Mario Bergoglio se poteva assegnare ad un sacerdote argentino un posto nei suoi ranghi. Il cardinale scelse Pedacchio. In un rapporto del 26 dicembre 2011, un informatore anonimo ha scritto sul portale spagnolo Intereconomia accusandolo di essere "una spia del cardinale Bergoglio a Roma" nei ranghi della Congregazione dei vescovi. Il 18 agosto 2012, papa Benedetto XVI lo ha nominato cappellano di Sua Santità con il titolo di monsignore.
Poco dopo il conclave che elesse Bergoglio come papa, si trasferì nella Domus Sanctae Marthae, l'hotel vaticano dove vive papa Francesco. Iniziò a collaborare part-time con il papa, mantenendo il posto di sottosegretario presso la Congregazione per i vescovi. Era ufficialmente il secondo segretario, il primo segretario era mons. Alfred Xuereb sebbene i media suggerissero che in realtà era il più vicino aiutante di Francesco. Quando nel marzo 2014 mons. Xuereb fu promosso segretario generale della Segreteria per l'economia, Pedacchio è rimasto a servizio del pontefice affiancato da mons. Yoannis Lahzi Gaid.
Nel novembre del 2019, il direttore della Sala stampa della Santa Sede Matteo Bruni conferma che Pedacchio lascerà l'incarico di segretario particolare del papa per via di un ordinario avvicendamento di funzioni.